# Kemar Bailey-Cole
Kemar Bailey-Cole (Spanish Town, 10 gennaio 1992) è un velocista giamaicano, campione mondiale della staffetta 4×100 metri a Mosca 2013.

## Progressione

### 100 metri piani
| Stagione | Tempo | Luogo       | Data      | Rank. Mond. |
| -------- | ----- | ----------- | --------- | ----------- |
| 2017     | 10"06 | Kingston    | 11-3-2017 | 24º         |
| 2016     | 10"00 | Kingston    | 11-6-2016 | 24º         |
| 2015     | 9"92  | Londra      | 24-7-2015 | 11º         |
| 2014     | 9"96  | Bruxelles   | 5-9-2014  | 9º          |
| 2014     | 9"96  | Zurigo      | 28-8-2014 | 9º          |
| 2013     | 9"93  | Mosca       | 11-8-2013 | 7º          |
| 2012     | 9"97  | Bruxelles   | 7-9-2012  | 17º         |
| 2011     | 10"28 | Montego Bay | 23-4-2011 | 149º        |
| 2010     | 10"53 | Kingston    | 26-3-2010 | 603º        |
| 2009     | 10"41 | Vieux Fort  | 11-4-2009 | 334º        |

## Palmarès
| Anno | Manifestazione          | Sede           | Evento      | Risultato  | Prestazione | Note                                     |
| ---- | ----------------------- | -------------- | ----------- | ---------- | ----------- | ---------------------------------------- |
| 2009 | Mondiali allievi        | Bressanone     | 100 m piani | Semifinale | 10"66       |                                          |
| 2009 | Mondiali allievi        | Bressanone     | 200 m piani | Semifinale | 22"11       |                                          |
| 2012 | Giochi olimpici         | Londra         | 4×100 m     | Oro        | 36"84       | [ 1 ]                                    |
| 2013 | Mondiali                | Mosca          | 100 m piani | 4º         | 9"98        |                                          |
| 2013 | Mondiali                | Mosca          | 4×100 m     | Oro        | 37"36       | Miglior prestazione mondiale stagionale  |
| 2014 | World Relays            | Nassau         | 4×100 m     | Oro        | 37"77       | [ 1 ]                                    |
| 2014 | Giochi del Commonwealth | Glasgow        | 100 m piani | Oro        | 10"00       | Miglior prestazione personale stagionale |
| 2014 | Giochi del Commonwealth | Glasgow        | 4×100 m     | Oro        | 37"58       | Record dei Giochi                        |
| 2015 | World Relays            | Nassau         | 4×100 m     | Argento    | 37"68       | Miglior prestazione personale stagionale |
| 2016 | Giochi olimpici         | Rio de Janeiro | 4×100 m     | Oro        | 37"27       | [ 1 ]                                    |
| 2017 | World Relays            | Nassau         | 4×100 m     | Batteria   | dnf         |                                          |
| 2022 | Mondiali                | Eugene         | 4×100 m     | 4º         | 38"06       | [ 1 ]                                    |
| 2022 | Giochi del Commonwealth | Birmingham     | 100 m piani | Semifinale | 10"25       |                                          |